# Phil Dowd
Phil Dowd (født 26. januar 1963) er en engelsk fodbolddommer fra Staffordshire. Han har dømt i den bedste engelske fodbolddrække Premier League siden 2001, men han har aldrig været nomineret til at dømme internationalt under FIFA.